# SMC4
SMC4 es la proteína de mantenimiento estructural de los cromosomas 4, también conocida como Polipéptido C, asociado a los cromosomas (CAP-C) u homólogo XCAP-C, es una proteína que se encuentra en humanos que se encuentra codificada en el gen SMC4 . SMC-4 es una subunidad central de la condensina I y II, son largas cadenas de proteínas involucradas en la condensación de cromosomas..